# Лунная долина (роман)
«Лунная долина» (англ. The Valley of the Moon) — роман-утопия американского писателя Джека Лондона, впервые опубликован в 1913 году.

## Сюжет
Действие происходит в начале XX века в Окленде, штат Калифорния. Двое молодых людей из рабочей среды, Саксон Браун и Билл Робертс случайно знакомятся на танцах. После недолгого ухаживания Билл понимает, что влюблен и делает Саксон предложение. Его чувства взаимны, и вскоре молодожёны начинают новую счастливую жизнь в съёмном доме. Саксон много внимания уделяет семейному быту и поддержанию любви и интереса к себе мужа. Вскоре Саксон узнаёт, что беременна, она и Билл очень счастливы. В это время их счастье омрачается забастовкой рабочих, к которой присоединяется и Билл. Рабочие требуют повышения заработной платы, но руководство вместо этого нанимает штрейкбрехеров. У рабочих постепенно начинается нужда. Между штрейкбрехерами и забастовщиками регулярно вспыхивают драки. В один из дней такая драка происходит у дома Саксон. От сильного потрясения у Саксон начинаются преждевременные роды, в результате которых ребёнок умирает. Для их с Биллом семьи начинаются тяжёлые времена. Билл продолжает бастовать, пьёт, участвует в драках.
Однажды Билл, будучи пьяным, оскорбляет Саксон, а после избивает человека, который за это подает на него жалобу в полицию. Теперь целый месяц Билл должен отсидеть в тюрьме. Для Саксон начинаются трудные дни выживания без поддержки мужа и без денег. Она болеет, голодает, собирает на берегу моря ракушки и щепки, чтобы не умереть с голода. Однажды после беседы с мальчуганом-рыбаком на неё нисходит озарение, и она понимает — чтобы выжить, им с Биллом необходимо покинуть этот город и идти искать лучшей жизни. Вскоре Билл выходит из тюрьмы, и супруги решают отправиться заниматься фермерством. Они начинают свой путь пешком, мечтая найти казённые земли. При этом и Саксон, и Билл чётко представляют себе, что именно они ищут. Они хотят, чтобы там были высокие деревья, просторные луга, речка, много дичи и рыбы, отличная земля для земледелия, хороший климат и железная дорога рядом для сбыта продукции. В своём путешествии они знакомятся со многими людьми, с которыми становятся друзьями. Эти друзья в шутку называют землю их мечты «Лунной долиной», потому что в представлении друзей такая идеальная земля может быть разве что на Луне. В странствиях и поисках проходит около двух лет, и супруги всё-таки находят в точности то, что ищут. По удивительному стечению обстоятельств местность, которая им подошла, называется Лунной долиной, долиной Сономы. Они начинают вести фермерское хозяйство, которое сразу идёт в гору. Билл открывает в себе предпринимательскую жилку, хорошо зарабатывает. Роман оканчивается трогательным признанием Саксон о том, что она снова ждёт ребёнка и искренней радостью Билла.

## Экранизация
В 1914 году по роману был снят фильм. Главные роли в нём исполнили Джек Конуэй и Миртл Стэдман.

## Значение
Хотя это и не самая популярная книга Лондона, она продолжает регулярно переиздаваться. Книга описывается как «дорожный роман за пятьдесят лет до Керуака», она отражает разочарование Лондона в социализме и его растущий интерес к научному фермерству. Также роман является гимном второй жене автора Шармэйн.